# 奥村萬壽雄
奥村 萬壽雄（おくむら ますお、1947年11月8日 - ）は、日本の警察官僚。第84代警視総監。大阪府出身。東京大学法学部卒業後、警察庁に入庁。主に警備公安畑を歩む。株式会社テレビ朝日ホールディングス・株式会社テレビ朝日監査役（監査等委員）。

## 略歴
- 国家公務員採用上級甲種試験（法律）合格
- 東京大学法学部卒業
- 1971年 警察庁入庁
- 在ユーゴスラビア日本国大使館一等書記官
- 警察庁警備局付（内閣官房内閣情報調査室）
- 神奈川県警察警備部長
- 警視庁第一方面部長兼警務部参事官
- 徳島県警察本部長
- 警察庁警備局外事第一課長
- 内閣官房内閣情報調査室内閣調査官
- 警察庁長官官房総務課長
- 警察庁長官官房審議官（警備局担当）
- 警視庁公安部長
- 警視庁警務部長
- 警視庁副総監
- 2001年 大阪府警察本部長
- 2002年 警察庁警備局長
- 2004年 警視総監
- 2006年 退官
- 2006年 財団法人全日本交通安全協会理事長
- 2014年 公益財団法人日本道路交通情報センター理事長